# روك ستار 101
روك ستار 101 هي أغنية سجلتها المغنية البربادوسية ريانا لألبومها الإستديو الرابع، ريتيد آر (2009). الأغنية أيضاً تضم عزف غيتار منفرد من قبل عازف الإيتار من فرقة غنز آن روزز، سلاش. صدرت كأغنية منفردة خامسة من الألبوم يوم 18 مايو، 2010، من خلال تسجيلات ديف جام. كتبت ريانا الأغنية مع مساعدة المنتجين تيريس «ذا-دريم» ناش وكريستوفر «تريكي» ستيوارت. موسيقياً الأغنية تضم عناصر من الهارد روك، والهيب هوب، والميتال.

## الأداء التجاري
في الولايات المتحدة، كان أول ظهور للأغنية على الرسوم البيانية الأمريكية بيلبورد هوت لأغاني الدانس كلوب، دخلت لأول مرة في المركز التاسع والثلاثين يوم 19 يونيو، 2010، وصلت الأغنية إلى المركز الثاني يوم 31 يوليو، 2010. تمكنت الأغنية من بلوغ ذروتها في المركز الرابع والستين على الرسم البياني بيلبورد هوت 100 يوم 28 أغسطس، 2010، وكذلك بلغت ذروتها في المركز الثامن والعشرين على بيلبورد لأغاني رقمية في نفس اليوم.

## الصيغ وقائمة الأغاني
ريمكسات رقمية من متجر آي تيونز 
1. «روك ستار 101» (تشو فو تيتشرز بيت فكس) – 3:51
2. «روك ستار 101» (ديف أد راديو) – 4:18
3. «روك ستار 101» (مارك بيتشيوتي بوب روك راديو) – 3:58
4. «روك ستار 101» (مارك بيتشيوتي روكن راديو) – 3:57
5. «روك ستار 101» (لوز كانونز بلاك غيتار آر-ليكز راديو) – 3:46
6. «روك ستار 101» (تشو فو تيتشرز بيت فكس ممتد) – 4:28
7. «روك ستار 101» (ديف أد كلوب) – 7:52
8. «روك ستار 101» (مارك بيتشيوتي بوب روك مكس) – 7:37
9. «روك ستار 101» (مارك بيتشيوتي روكن كلوب مكس) – 7:51
10. «روك ستار 101» (لوز كانونز بلاك غيتار آر-ليكز ممتد) – 5:54
11. «روك ستار 101» (ديف أد داب) – 6:44
12. «روك ستار 101» (مارك بيتشيوتي بور داب) – 7:20

## الرسوم البيانية
| الرسم البياني (2010)                                   | المركز | المصادر |
| ------------------------------------------------------ | ------ | ------- |
| أستراليا (ARIA)                                        | 24     | [ 3 ]   |
| الولايات المتحدة (Billboard Hot 100)                   | 64     | [ 4 ]   |
| الولايات المتحدة (Billboard Dance Club Songs)          | 2      | [ 5 ]   |
| الولايات المتحدة (Billboard Digital Songs)             | 28     | [ 6 ]   |
| الولايات المتحدة (Billboard R&B/Hip-Hop Digital Songs) | 10     | [ 7 ]   |

| الرسم البياني (2010)                          | المركز | المصادر |
| --------------------------------------------- | ------ | ------- |
| الولايات المتحدة (Billboard Dance Club Songs) | 16     | [ 8 ]   |

## تاريخ الإصدار
| الدولة           | التاريخ        | نوع الإصدار                    | الشركة المنتجة | المصادر |
| ---------------- | -------------- | ------------------------------ | -------------- | ------- |
| الولايات المتحدة | 18 مايو، 2010  | ماينستريم وريذمك راديو         | ديف جام        | [ 9 ]   |
| الولايات المتحدة | 13 يوليو، 2010 | ريمكسات رقمية من متجر آي تيونز | ديف جام        | [ 2 ]   |
| أستراليا         | 19 يوليو، 2010 | ماينستريم راديو                | ديف جام        | [ 10 ]  |
| المملكة المتحدة  | 29 يوليو، 2010 | ريمكسات رقمية من متجر أمازون   | ميركوري        | [ 11 ]  |